# Košariská
Košariská (in ungherese Kosaras) è un comune della Slovacchia facente parte del distretto di Myjava, nella regione di Trenčín.
Il comune ha dato i natali a Milan Rastislav Štefánik, politico, militare ed astronomo.